# Oreste Moricca
Oreste Moricca (Filandari, 5 agosto 1891 – Bra, 21 giugno 1984) è stato uno schermidore e militare italiano.
Durante la prima guerra mondiale ha meritato la Medaglia di bronzo al valor militare, varie croci di guerra ed encomi solenni. Ha conquistato nella scherma la medaglia d'oro nella Sciabola a squadre (con Bino Bini, Vincenzo Cuccia, Renato Anselmi, Oreste Puliti e Giulio Sarrocchi) e la medaglia di bronzo nella Spada a squadre alle Olimpiadi di Parigi del 1924. È stato, dal 1944 all'immediato dopoguerra comandante generale della Guardia di Finanza.
Nel 1928 ha sposato a Crotone Carolina Berlingieri, con la quale ha avuto 3 figli.

## Biografia

### Calabrese di nascita
Nato a Filandari da Gabriele e Caterina de Mendoza Laredo, rimane orfano di padre giovanissimo, trasferendosi con la madre ed il fratello Umberto a Roma, per frequentare il liceo, nel 1908. 
Nel 1913 entra nell'Accademia militare, uscendone nel 1915, in concomitanza con lo scoppio di quella che verrà chiamata la Grande Guerra, per essere destinato al fronte nei combattimenti contro gli Imperi centrali.

### Dai riconoscimenti al valor militare a quelli olimpici
Combatte valorosamente. Mutilato in seguito a grave ferita nel 1917 ad opera di un proiettile nemico, ottiene la Medaglia di bronzo al valore, varie croci di guerra ed encomi solenni.
Con la pace, può tornare a coltivare le sue passioni: gli studi - storici e letterari, con l'ottenimento nel 1924 della laurea in lingua e letteratura francese - e lo sport, praticando a livello internazionale la scherma, con la vittoria, nel 1920, del campionato militare italiano, la conquista, nel 1924, dell'oro e del bronzo olimpici a squadre a Parigi e la partecipazione, in qualità di giudice sportivo, alle olimpiadi di Berlino del 1936.

### Militare di carriera e docente fra le due guerre
Durante il periodo fra le due guerre, prosegue la carriera militare. È docente di storia militare alla Scuola di guerra, all'epoca situata a Torino, dal 1932 al 1934. Di rilievo è la pubblicazione del trattato "Da Tolone a Vienna", edito nel 1936, testo tecnico di riferimento sulle campagne napoleoniche. 
Fra gli altri incarichi, negli anni trenta, è stato capo del controspionaggio militare in Sicilia e Comandante del Distretto militare di Zara.

### Seconda guerra mondiale
Con lo scoppio della seconda guerra mondiale è destinato al fronte greco. 
Dal 1942 è sul fronte russo - con il futuro maresciallo d'Italia Giovanni Messe - come Intendente generale dell'ARMIR. 
È destinato a Bari come comandante del ricostituito X Corpo d'Armata. Nel 1944 è nominato, a Salerno, Comandante Generale della Guardia di Finanza. Trasferitosi a Roma nell'autunno, con il ristabilimento della Città Eterna a Capitale d'Italia, è nominato nel 1945 Presidente di Commissione ministeriale. 
Si congeda nel 1946 con il grado di Generale di Corpo d'Armata.